# Ernst Joseph Görlich

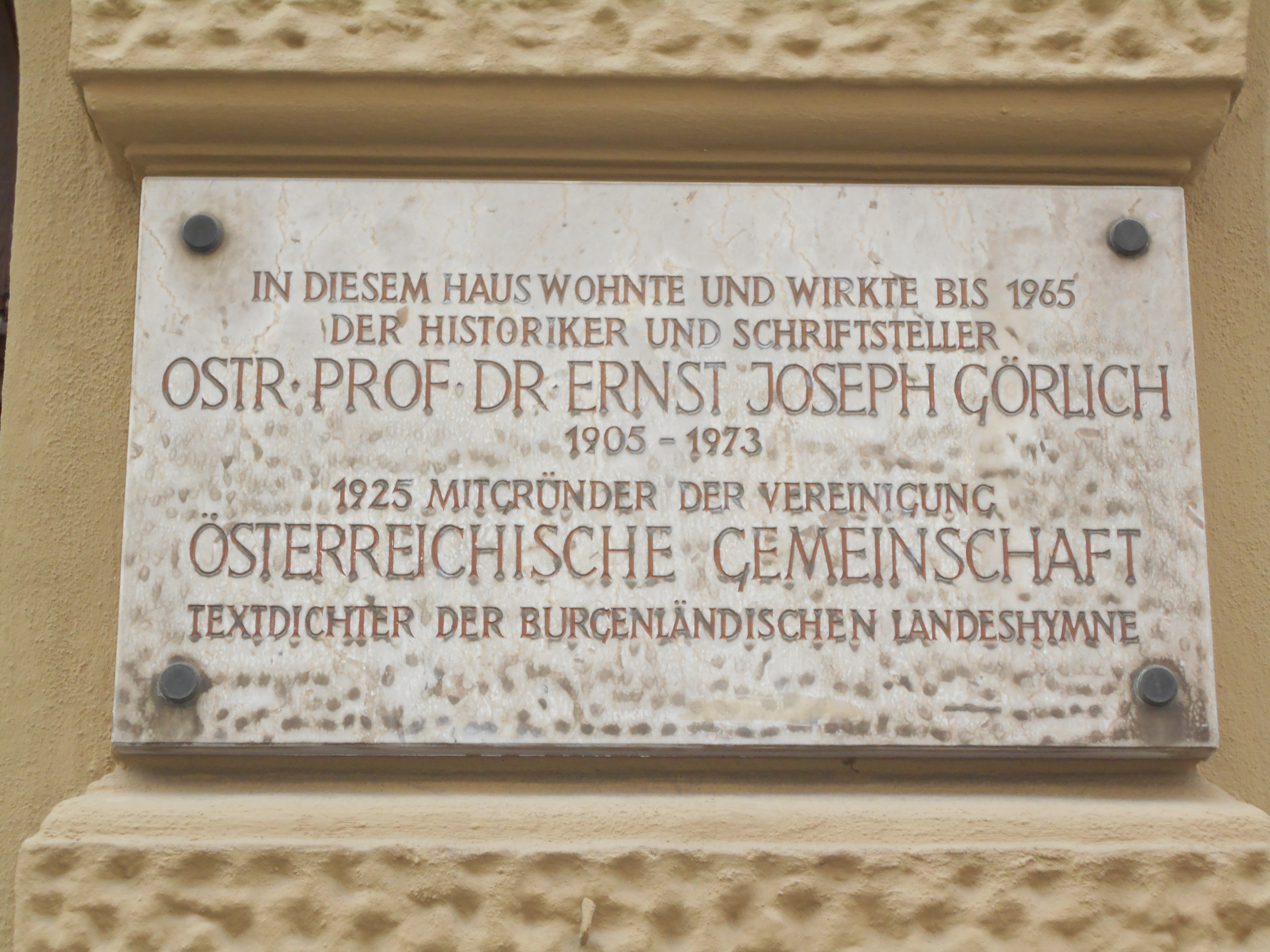
Gedenktafel für Ernst Joseph Görlich

Ernst Joseph Görlich (* 16. November 1905 in Wien; † 4. Oktober 1973 in Oberpullendorf) war ein österreichischer Historiker und Schriftsteller.

## Leben
Ernst Joseph Görlich studierte in Wien Archäologie, Germanistik und Geschichte. Die Suche nach einer Anstellung führte ihn 1932 ins Burgenland, wo er in Steinberg an der Rabnitz an der römisch-katholischen Lehrerinnenbildungsanstalt die Fächer Deutsch und Geschichte unterrichtete. 1935 beteiligte er sich am Wettbewerb der Vaterländischen Front für eine Landeshymne, wo er mit seinem dreistrophigen Text als Sieger hervorging. Görlich sprach acht Sprachen und war im Burgenland Gründer einer regionalen Esperantovereinigung.
Im Zuge des Anschlusses von Österreich an Hitler-Deutschland wurde Ernst Görlich von den Nationalsozialisten die Berufsausübung im Burgenland verboten. In der Folge fand er kurz in Mähren eine neue Lehrerstelle. 1943 wurde er zum Kriegsdienst eingezogen. Nach 1945 unterrichtete Görlich am Technologischen Gewerbemuseum in Wien. Er blieb mit dem Ort Steinberg als Nebenwohnsitz in den Sommermonaten verbunden und verlegte in der Pension seinen Hauptwohnsitz nach Steinberg, wo er in einem Ehrengrab beerdigt wurde.
Er war Mitglied der Danubia im MKV und der Alpenland Wien im ÖCV, außerdem in der Karl-May-Gesellschaft.

## Auszeichnungen
- 1965 Ehrenbürger von Steinberg an der Rabnitz
- Benennung einer Gasse in Steinberg und Denkmal vor dem Kloster

## Werke
- Gottes Jungvolk, Wien 1926
- Otto von Österreich, Wien 1926
- Prinz Dmitri, Kempen-Rh. 1928
- Ein Spiel vom Tod, Wien 1928
- Jacobo Todi, Kempen-Rh. 1930
- Claudia Procula, Warendorf i. W. 1931
- Contardo Ferrini, Freiburg (Schweiz) [u. a.] 1933
- Garcia Moreno, Freiburg, Schweiz [u. a.] 1935
- Thomas Morus, Freiburg, Schweiz [u. a.] 1936
- Abenteuer am Ohio, Bad Blankenburg 1938
- Neue Lese, Eisenstadt 1938
- Perthaler, ein Staatsmann aus Tirol, Brixlegg 1938 (Österreichische Bücherei Nr. 9/3A)
- Einführung in die Geschichte der österreichischen Literatur, Wien 1946
- Herzog Friedrich II. der Streitbare, Wien 1946
- Die Sache mit Madelaine, Wien 1946
- Die große Stunde Garcia Morenos, Wien 1948
- Kleine österreichische Kirchengeschichte, Linz/Donau 1949
- Im Zeichen des Kreuzes, Klagenfurt 1952
- Gudrun, München [u. a.] 1953
- Anni und der Prinz Eugen, Würzburg 1954
- Der kleine Afrikaner, Wien-Mödling 1954
- Meine Schwester Harumi, Gütersloh 1954
- Die Sklavin des Senators, Würzburg 1954
- Die Flotte der Verratenen, Würzburg 1955
- Das Mädchen von Louisiana, Wien [u. a.] 1955
- Mein Herr der Beg, Gütersloh 1955
- Wege zu Gott, Klagenfurt 1955
- Aufstand im Ordensland, Würzburg 1956
- Sturm im Osten, Würzburg 1957
- Kleine Kirchengeschichte, Aschaffenburg 1958
- Das Sklavenmädchen von San Domingo, München 1958
- Tante Lucy, Konstanz (Baden) 1958
- Der Wundermönch vom Libanon, Charbel Makhlouf, Wiesbaden 1958
- Die Gefangene der Schweden, Würzburg 1959
- In den Händen der Sklavenjäger, Würzburg 1959
- Österreich, Buchenhain vor München 1959
- Österreichs Weg zur Neutralität, Lübeck 1959
- Ein Tropfen schwarzes Blut genügt, Frankfurt 1960
- Der Thronfolger, Wien [u. a.] 1961
- Gegenwartskunde, Salzburg 1962
- Der letzte Kaiser, Wien [u. a.] 1962
- Weltgeschichte im Abriss, Aschaffenburg
  - 1. Von den Anfängen bis zum Ausgang des Mittelalters, 1963
  - 2. Vom Beginn der Neuzeit bis zum Ende des Zweiten Weltkriegs, 1963
- Weltgeschichte vom Altertum bis zur Jetztzeit, Minden (Westf.) 1963
- Die Kirche der Gegenwart, Aschaffenburg 1965
- Ruth, Tel Aviv 1965
- Ungarn, Nürnberg 1965
- Spiel um Parascha, Bielefeld 1966
- Verkauft, München 1966
- Die Kirche der Neuzeit, Aschaffenburg 1967
- Die österreichische Nation und der Widerstand, Wien [u. a.] 1967
- Fahrt in die Vergangenheit, Wien 1968
- Karl von Vogelsang, Wien [u. a.] 1968
- Grundzüge der Geschichte der Habsburgermonarchie und Österreichs, Darmstadt 1970
- Geschichte Österreichs, Innsbruck [u. a.] 1970 (zusammen mit Felix Romanik)
- Herrenrecht und Sklavenpeitsche, Brugg [u. a.] 1971
- Der letzte Kaiser – ein Heiliger?, Stein (am Rhein) 1972
- Pater Rupert Mayer, Aschaffenburg 1972
- Burgenländische Symphonie, München 1973

## Herausgeberschaft
- Mein Österreich, mein Vaterland!, Salzburg 1947
- Handbuch des Österreichers, Salzburg 1949
- Vom frohen Leben, Wien 1950
- Anteil und Verpflichtung, Wien (herausgegeben zusammen mit Hermann Pschorn)
  - 1. Für die 1. und 2. Klasse, 1955
  - 2. Für den 3. Jahrgang der technischen und gewerblichen Lehranstalten, 1952
  - 3. Für den 4. Jahrgang, 1956
  - 4. Für den 5. Jahrgang, 1956
- Anton Orel, Künder christlicher Sozial- und Kulturreform, Salzburg 1952
- Anton Prokesch von Osten: Abendland – Morgenland, Graz [u. a.] 1956
- Johann Nestroy: Der Unbedeutende, Graz [u. a.] 1957
- Leopold von Sacher-Masoch: Dunkel ist dein Herz, Europa, Graz [u. a.] 1957
- Jakob Philipp Fallmerayer: Der Fragmentist, Graz [u. a.] 1958
- Karl Emil Franzos: Halb-Asien, Graz [u. a.] 1958
- Ladislaus Pyrker: Mit Krummstab und Leyer, Graz [u. a.] 1958
- Adolf Pichler: Tiroler Geschichten, Graz [u. a.] 1961
- Caroline Pichler: Madame Biedermeier, Graz [u. a.] 1963
- Hans Thirring zum 80. Geburtstag am 23. März 1968, Wien 1968

## Übersetzungen
- Carlo Carbone: Papst Pius IX. – Papst Pius XII., Feldkirch 1956